# كوثر البشراوي
كوثر البشراوي مذيعة تونسية. ولدت من أب تونسي وأم إيطالية وبدأت مشوارها الإعلامي في التلفزيون الرسمي التونسي ثم قناة إم بي سي وبعد ذلك في قناة الجزيرة قبل أن تستقيل منها.
بداية عملها في الإعلام التحقت بالتلفزيون التونسي الرسمي، وهي من مؤسسي قناة MBC السعودية وعملت في تلك القناة لمدة 10 سنوات وأكدت في أكثر من حديث أنها تعدّ قناة إم بي سي بيتها، ثم انتقلت كوثر البشراوي بعد ذلك للعمل في قناة الجزيرة والتي تركتها وتقدمت باستقالتها منها لسبب شخصي، بالرغم من أنها أحبت العمل في تلك القناة، وأن الشخص الذي تسبب في تركها الجزيرة ترك القناة بعد فترة قصيرة من تقديمها لاستقالتها. التحقت كوثر البشراوي بعد ذلك للعمل في قناة العربية. لكوثر البشراوي ابن واحد وهو يوسف.